# LHS 288
LHS 288 (GJ 3618 / L 143-23 / LTT 3946) es una pequeña estrella a 15,6 años luz del sistema solar en la constelación de Carina, la quilla del Argo Navis. A pesar de ser una de las estrellas más próximas al sistema solar, su tenue brillo —tiene magnitud aparente +13,92— hace que no sea visible a simple vista.
La estrella conocida más cercana a LHS 288 es Gliese 440, enana blanca a 2,15 años luz de ella.
LHS 288 es una enana roja de tipo espectral M5.5V con una baja temperatura superficial de 2770 ± 71 K.
La medida de su diámetro angular —0,277 milisegundos de arco— permite evaluar su diámetro real, aproximadamente el 14 % del que tiene el Sol.
Tiene una masa estimada igual al 11 % de la masa solar y su luminosidad apenas supone el 0,1 % de la luminosidad solar.
Aunque no está catalogada como estrella fulgurante, estudios llevados a cabo en estrellas cercanas permitieron observar en LHS 288 una llamarada de gran amplitud en la región de rayos X.
Recientes estudios astrométricos sugieren que alrededor de LHS 288 puede existir un objeto con una masa 2,4 veces mayor que la masa de Júpiter y un período orbital de 7 años.